# Csucser Szandevo
Csucser Szandevo az azonos nevű község székhelye Észak-Macedóniában.

## Népesség
Csucser Szandevónak 2002-ben 299 lakosa volt, melyből 180 szerb, 117 macedón, 1 albán és 1 egyéb nemzetiségű.
Csucser Szandevo községnek 2002-ben 8 493 lakosa volt, melyből 4 019 macedón (47,3%), 2 426 szerb (28,6%), 1 943 albán (22,9%) és 105 egyéb nemzetiségű.

## A községhez tartozó települések
- Csucser Szandevo
- Banyani
- Blace (Csucser Szandevo)
- Brazda (Csucser Szandevo)
- Breszt (Csucser Szandevo)
- Brodec (Csucser Szandevo)
- Gluvo
- Gornyani
- Kucseviste
- Mirkovce (Csucser Szandevo)
- Pobozsje
- Tanusevci